# Ільма (річка)
Ільма — невелика річка у Московській області (Росія), ліва притока Березовки. Довжина 13 км. Витоки розташовано біля присілку Могутово Наро-Фомінського району Московської області. Гирло — річка Березовка у Наро-Фомінську. На річці розташовано село Савеловка. Річка рівнинного типу, живлення переважно снігове. У селі Лопухіно збереглася церква Сергія Радонезького XVII століття у стилі московського бароко.

Слово Ільма — жіночий рід від ільм — листяне дерево з міцною деревиною, рід в'язу.